# Vasklot gästhamn
Vasklot gästhamn ligger i Vasa, i landskapet Österbotten i Finland, vid Kvarken. Där har Wasa Segelförening, som grundades 1878, sin hemvist. Hamnen ligger enbart två kilometer från Vasa centrum. Vasklot gästhamn har Blå-flagg-status sedan 2006, en kvalitetssymbol som delas ut till platser som uppfyller vissa krav vad gäller service, säkerhet, miljöinformation och vattenkvalitet. Föreningens klubbhus erbjuder gästande båtar dusch, toaletter, tvättmaskin, torktumlare, torkrum och ett välutrustat kök. Här finns lekplats och restaurang, bastu och motionsslinga. I närheten finns nöjesfältet Wasalandia och det tropiska badparadiset Tropiclandia.